# Vol Continental Airlines 603
Le 1er mars 1978, un McDonnell Douglas DC-10 effectuant le vol Continental Airlines 603, un vol régulier assurant la liaison entre Los Angeles, en Californie, et Honolulu, à Hawaï, subit une sortie de piste après avoir interrompu le décollage de l'aéroport international de Los Angeles, entraînant la mort de quatre des 200 passagers et membres d'équipage à bord.

## Avion et équipage
L'appareil impliqué dans l'accident est un McDonnell Douglas DC-10-10, immatriculé N68045, qui a effectué son premier vol en 1972.
Le commandant de bord est Charles E. Hersche, 59 ans, qui effectue alors son dernier vol avant sa retraite. Il travaille pour Continental Airlines depuis 1946 et compte 29 000 heures de vol, dont 2 911 heures sur DC-10. Hersche a servi dans l'US Air Force de 1942 à 1953, pendant la Seconde Guerre mondiale et la Guerre de Corée.
Le copilote est Michael J. Provan, 40 ans, qui travaille pour Continental Airlines depuis 1966 et compte 10 000 heures de vol, dont 1 149 sur DC-10.
Le mécanicien navigant est John K. Olsen, 39 ans, qui travaille pour la compagnie aérienne depuis 1968. Il est le moins expérimenté parmi les membres d'équipage, avec 8 000 heures de vol, dont 1 520 sur DC-10.

## Accident
Le vol 603 a commencé son décollage depuis la piste 6R de l'aéroport international de Los Angeles vers 9 h 25. Pendant le décollage, la bande de roulement du pneu n°2 du train d'atterrissage principal gauche s'est séparée du pneu et la surcharge qui en a résulté a fait exploser ce pneu, entrainant également l'éclatement de deux autres pneu sur train d'atterrissage gauche.
Bien que le commandant Hershe ait lancé la procédure d'interruption du décollage à 4 nœuds (7,4 km/h) en dessous de la vitesse V1, il est devenu évident que l'avion ne pouvait pas s'arrêter dans les limites de la piste, en raison de la défaillance du système de freinage du train principal gauche et de la présence d'humidité sur la piste.
Le commandant de bord a dirigé l'avion pour qu'il sorte au niveau de la moitié droite de la piste, afin d'éviter de percuter les feux d'approche, qui sont positionnés immédiatement au-delà de l'extrémité de la piste. À environ 30 m au-delà de l'extrémité de la piste, le train principal gauche s'est effondré vers l'arrière, en traversant la surface du tarmac de la piste, puis des morceaux du train principal gauche ont perforé les réservoirs de carburant sur l'aile gauche, déclenchant immédiatement un incendie sur le côté gauche du DC-10. L'appareil a dérapé sur le sol jusqu'à s'arrêter à environ 200 m au-delà de l'extrémité de la piste 6R.

Le vol 603 après l'accident
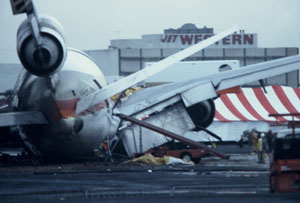
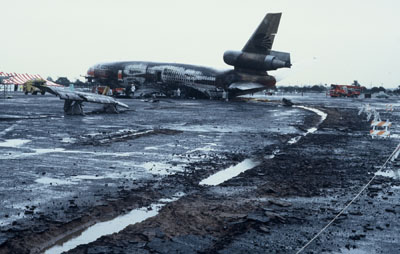
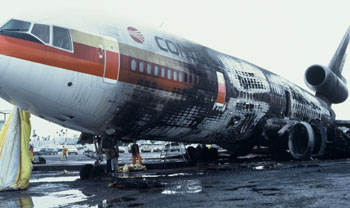

En raison de l'incendie sur le côté gauche de l'avion, tous les passagers ont été évacués par les issues de secours du côté droit. Les quatre toboggans d'évacuation d'urgence du côté droit de l'avion ont été touchés par la chaleur et ont cédé à un moment donné pendant l'évacuation. L'équipage du vol 603, ainsi qu'un pilote en congé, ont travaillé rapidement pour guider les passagers vers des sorties alternatives lorsque les toboggans ont cédé, des actions saluées plus tard par le Conseil national de la sécurité des transports (NTSB) pour avoir sauvé de nombreuses vies et réduit le nombre de blessés. Les passagers qui étaient encore à bord après la rupture du dernier toboggan ont été contraints de sauter au sol ou d'utiliser une corde, déployée depuis la fenêtre droite du poste de pilotage.
Sur les 186 passagers et 14 membres d'équipage à bord, deux passagers sont décédés à la suite de brûlures et d'inhalation de fumée. De plus, 28 passagers et trois membres d'équipage ont été grièvement blessés lors de l'évacuation. Deux des passagers grièvement blessés sont décédés des suites de leurs blessures environ trois mois plus tard. Dix pompiers de l'aéroport ont également été blessés lors de l'intervention d'urgence.
Une grande partie de la section gauche de l'avion a été détruite dans l'incendie ; il a par la suite été retiré du service. Il s'agit, à l'époque, du deuxième accident mortel impliquant un DC-10 sur le sol américain, après celui du vol National Airlines 27 en 1973, et de la cinquième perte totale de ce modèle d'avion, depuis sa mise en service en 1971.

## Enquête
Au cours de son enquête, le NTSB a découvert que le pneu no 2 a éclaté à la suite du détachement de sa bande de roulement. Le pneu no 1 a alors également explosé, en raison de la surcharge causée par la rupture du premier pneu. Le pneu no 5 s'est ensuite rompu après avoir été heurté par un ou plusieurs morceaux de métal provenant des deux pneus endommagés.
La défaillance de ce troisième pneu sur le train principal gauche a probablement contribué à l'effondrement du train, au-delà de l'extrémité de la piste, ainsi qu'à la perforation des réservoirs de carburant ayant entrainé l'incendie. De plus, le NTSB a également déclaré que les pneus de l'avion se sont peut-être déformés de manière excessive pendant le roulage et la course au décollage, car la pression de gonflage moyenne des pneus était inférieure à la pression optimale requise, compte tenu du poids brut maximal de l'avion au sol.
Le NTSB a fait plusieurs recommandations à la Federal Aviation Administration (FAA), notamment que la FAA interdise le montage sur le même essieu de différents modèles de pneus, qui ont des caractéristiques de support de charge différentes, et que des caractéristiques de charge plus élevées soient exigées pour les pneus fabriqués à l'avenir. Le NTSB a également émis une série de recommandations concernant l'amélioration de la sécurité lors de l'évacuation des avions, notamment le développement de toboggans plus solides et résistants au feu, et la mise en place de cordes d'évacuation aux sorties de secours à utiliser en cas de défaillance du toboggan.

## Conséquences
Après l'enquête sur cet accident, la FAA a apporté un certain nombre de modifications réglementaires visant à améliorer les performances des pistes, notamment la mise à jour des critères d'évaluation des pneus, des normes de performance et des exigences concernant les tests de certification. En outre, la FAA a imposé des modifications concernant la conception des toboggans d'évacuation afin d'augmenter leur capacité, d'améliorer leur résistance au feu et de les gonfler plus rapidement.